# Torsviktoppen
Torsviktoppen är en bergstopp i Antarktis. Den ligger i Östantarktis. Norge gör anspråk på området. Toppen på Torsviktoppen är 1 604 meter över havet, eller 318 meter över den omgivande terrängen. Bredden vid basen är 4,6 km.
Terrängen runt Torsviktoppen är varierad. Trakten är glest befolkad. Närmaste befolkade plats är Svea, 2,5 kilometer väster om Torsviktoppen. 